# 萨拉丁城堡
30°01′46″N 31°15′41″E / 30.02944°N 31.26139°E
萨拉丁城堡（阿拉伯语：قلعة صلاح الدين），又稱開羅城堡，位于埃及开罗老城的穆卡塔姆山上，可俯瞰开罗全城。城堡最初为阿尤布王朝苏丹萨拉丁所建，历史上长期作为埃及政府官邸所在地，1983年起向公众开放参观，现已成为开罗最受欢迎的旅游胜地之一。

## 历史
12世纪下半叶，叙利亚的庫德人萨拉丁在埃及建立阿尤布王朝，将开罗和福斯塔特合并为一座城市作为首都，筑造统一的城墙。他效仿叙利亚在山上建造防御工事的传统，于1176年下令在穆卡塔姆山顶建设堡垒，以连接开罗和福斯塔特的城墙，强化城市的防御能力。城堡在萨拉丁生前未能完工，直到1207年他侄子卡米勒统治时才全部建成。卡米勒第一个在城堡内修建宫殿，使之成为政府所在地。
马穆鲁克时期，历任苏丹不断扩建开罗城堡，修筑了许多大型建筑。拜巴尔一世建造了一堵内墙，将城堡划分为北区和南区，北区为军队驻地，南区则是宫殿建筑群。纳西尔·穆罕默德将南区扩建到原先的两倍之大，几乎重建了南区的所有建筑。这一时期的城堡堪称一座城市，有宫殿、清真寺、宗教学校、教堂、图书馆、铸币厂等等，有上万人在此居住。
19世纪上半叶，穆罕默德·阿里担任埃及总督，在城堡内闭门屠杀了24位马穆鲁克贝伊及400多位随从。他重修城墙以适应西式军队的枪炮武装，又大规模拆建城堡内部建筑。今天城堡内的大部分建筑都是他統治時期興建的，包括标志性的穆罕默德·阿里清真寺。他本人不住在城堡里，但城堡仍然是政府所在地，直到1874年伊斯梅爾帕夏将官邸迁往城内的阿卜丁宫。
1882年，埃及被英国殖民，城堡被用作英军总部。1946年英国撤军，埃及军队进驻城堡。1983年，城堡由埃及文物管理部门接收，向公众开放参观。

## 内部建筑

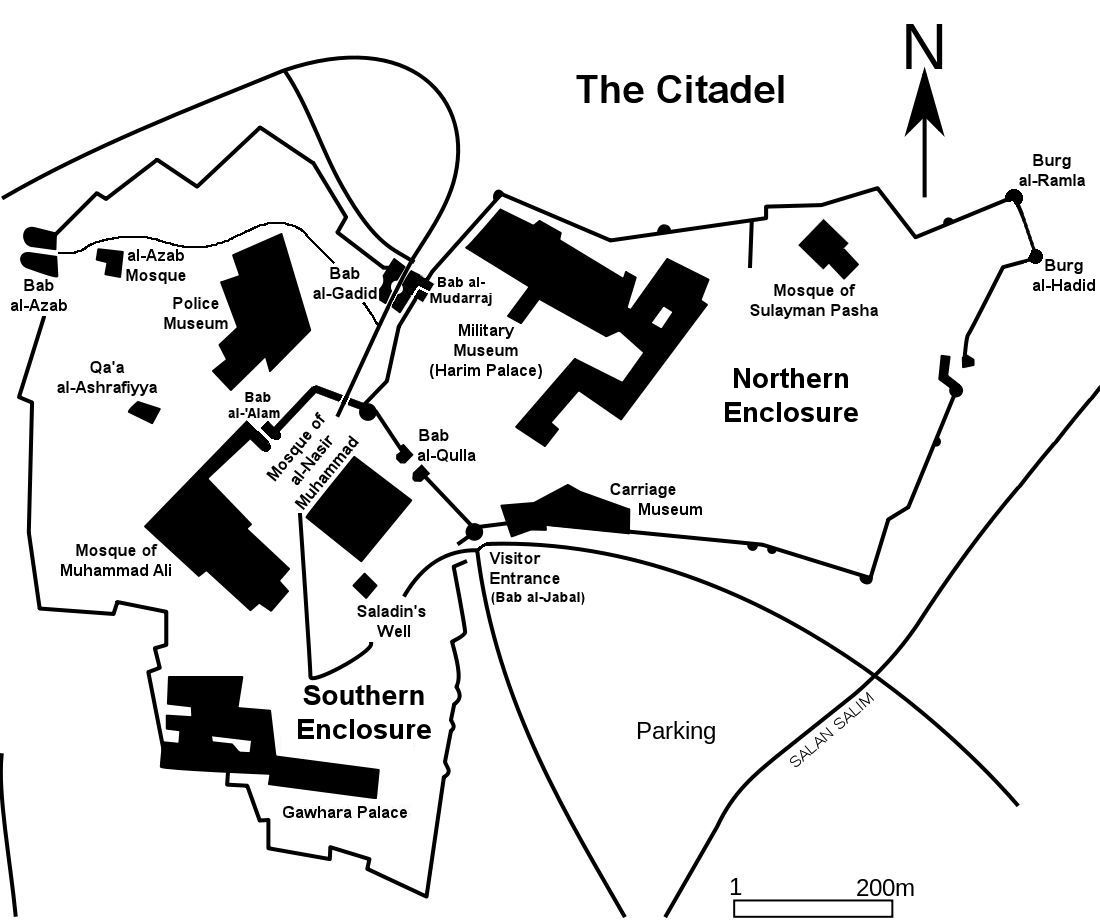
萨拉丁城堡内部地图

萨拉丁城堡由内墙分为北区和南区。北区主要为阿尤布王朝时期修筑，用于驻扎部队，军事堡垒性质较强。南区为马穆鲁克时期以来扩建，有大量华丽建筑，以及可以俯瞰城市的观景台。
城堡内现存的主要建筑包括：
- 南区：
  - 穆罕默德·阿里清真寺（英语：Muhammad Ali Mosque），开罗的标志性建筑物，建于19世纪，结合了奧斯曼建築与巴洛克建筑的风格。[8]
  - 纳西尔·穆罕默德清真寺（英语：Al-Nasir Muhammad Mosque），建于14世纪，是城堡内保存最完好的马穆鲁克时期建筑，采用埃及本土风格。[9]
  - 乔哈尔宫（英语：Al-Gawhara Palace），建于19世紀，是穆罕默德·阿里时期的政府所在地，今辟为乔哈尔宫博物馆。[10]
  - 优素福井，以萨拉丁的本名命名，深达87米，旧时通过畜力从尼罗河中汲水供城堡使用。[11]
  - 国立警察博物馆（阿拉伯语：متحف_الشرطة_(مصر)），建于19世纪，部分建筑曾作为监狱使用至1983年。[12]
- 北区：
  - 国立军事博物馆（英语：Egyptian National Military Museum），原为19世纪建造的后宫宫殿，英占时期改为军事医院，英军撤离后辟为埃及军事博物馆。[13]
  - 苏莱曼帕夏清真寺（英语：Sulayman Pasha Mosque），建于16世纪埃及被奥斯曼征服之初，是开罗第一座奥斯曼风格的圆顶清真寺。[14]
  - 皇家马车博物馆（英语：Carriage_Museum_(Egypt)），原为英军的餐厅，今用来展示埃及前皇室使用过的八辆马车。[15]

## 图册
| - 仰望萨拉丁城堡 - 穆罕默德·阿里清真寺 - 纳西尔·穆罕默德清真寺 - 苏莱曼帕夏清真寺 - 国家军事博物馆 - 国家警察博物馆 - 从萨拉丁城堡俯瞰开罗老城 - 从萨拉丁城堡远眺吉萨金字塔群 |